# Université de Leicester
L'université de Leicester (en anglais, University of Leicester) est une université de recherche publique britannique, située à Leicester, en Angleterre (Royaume-Uni). L'université fut fondée en 1921, sous le nom d'University College, et dotée d'une charte royale en 1957, elle compte 20 000 étudiants inscrits. Le campus principal est situé au sud du centre-ville, adjacent au jardin public appelé parc Victoria (en).
L'université s'est établie comme une université dirigée vers la recherche. Elle a été classée parmi des 20 meilleures universités du Royaume-Uni et était classée treizième en 2014 par the Guardian. En 2008, le journal the Times lui a décerné de titre d'University of the Year. À partir de 2016/17, l'université est classée nationalement 25e dans The Sunday Times Good University Guide et 29e dans The Complete University Guide le plus récent[Quand ?]. L'université est aussi classée comme l'une des 200 meilleures universités au monde par The Times en 2017.[réf. nécessaire]
L'université est très célèbre pour l'invention de l'empreinte génétique et sa contribution à la découverte et à l'identification des restes de Richard III, roi d'Angleterre de 1452 à 1485.

## Histoire
Il est contesté que les toutes premières suggestions sérieuses pour une université à Leicester ont commencé avec la Société de littératie et de philosophie de Leicester, qui s'était intéressée à la littérature et la philosophie, au sens traditionnel qui signifie la science. Avec le succès de Owen's College à Manchester et l'establishment de l'Université de Birmingham en 1900, et le Collège universitaire de Nottingham, il était pensé que la ville de Leicester devrait avoir aussi un collège universitaire. Les collèges universitaires ne pouvaient pas accorder des diplômes; ils ne sont pas les universités complètement indépendantes mais ils avaient des liens avec les autres universités. Dans la plupart des cas, les étudiants ont passé les examens de l'Université de Londres.
À la fin du XIXe siècle, les présidents de la société le révérend James Went, le directeur de Wyggeston Boys' School (un collège de garçons) et Monsieur J D Paul, ils ont régulièrement exigé pour l'establishment d'un collège universitaire,. Cependant, il n'y avait pas de dons privés pour créer l'université, et la Corporation de Leicester (en anglais, the Corporation of Leicester) était occupée à financer l'École d'art et l'École technique.
La question a été soulevée par le Dr Astey V Clarke (1870-1945) en 1912. Né à Leicester en 1870, il a fait ses études à Wyggeston et Cambridge avant de recevoir sa formation médicale au Guy's Hospital. Il fut le nouveau président de la Société de littératie et de philosophie. Les réactions ont été mélangées, avec certains disant qu'il y aurait un manque de demande en raison de la petite taille de Leicester. Avec le déclenchement de la guerre en 1914, les discussions de l'université ont diminué. En 1917, pendant le désespoir de la guerre, le Leicester Daily Post (un quotidien) a insisté dans un éditorial que quelque chose de plus productif que les mémoriaux devrait être utilisé pour commémorer les morts. Avec la fin de la guerre, les journaux locaux, The Leicester Post et The Leicester Mail, ils ont encouragé les dons à former l'université. Certains ont suggéré que Leicester devrait s'associer avec les collèges universitaires voisins de Nottingham, Sutton Bonington et Loughborough, pour créer un collège fédéral des Midlands de l'Est, plutôt que d'un organisme indépendant.
L'ancien bâtiment d'asile avait souvent été suggéré comme site pour la nouvelle université, et après avoir été fini d'être utilisé comme hôpital pour les blessés, Astley Clarke était passionné d'inciter les citoyens et les autorités locales à l'acheter. Heureusement, Clarke a rapidement appris que le bâtiment avait déjà été acheté par Thomas Fielding Johnson, un philanthrope riche qui était propriétaire d'une entreprise de fabrication de laine peignée. Il a acheté environ 15 000 m2 de terrain pour le prix de 40 000 livres sterling et destiné à abriter à la fois le collège et aussi les écoles de grammaire des garçons et des filles. Bientôt, plus de dons ont dépassé 100 000 livres sterling ; beaucoup ont fait le don après avoir perdu leurs proches pendant la guerre et il y avait les dons pour ceux qui se sont battus et ont survécu.
Le Roi a donné sa bénédiction au projet après une visite à la ville en 1919.
| Année   | Nombre d'étudiants |
| ------- | ------------------ |
| 1944-45 | 84                 |
| 1945-46 | 109                |
| 1946-47 | 218                |
| 1947-48 | 448                |
| 1948-49 | 568                |
| 1949-50 | 706                |
| 1950-51 | 730                |
| 1951-52 | 764                |

Les discussions ont ensuite été centrées sur le programme d'études, et beaucoup ont soutenu qu'il devrait se concentrer sur les principales industries de Leicester, les bonneterie, les bottes et les chaussures. Les autres ont eu bon espoir que de formation technique seulement. Les actes d'éducation de 1902 (en) et 1918 (en), qui a amené l'éducation aux masses, a également pensé avoir augmenté le besoin d'un collège, notamment pour former les nouveaux enseignants qui étaient nécessaires. Le bruit court de la création d'une université fédérale était bientôt vu d'un mauvais œil et la nouvelle décision était que Leicester devienne un collège autonome. En 1920, le collège a nommé son premier officiel. W G Gibbs, un partisan de longue date du collège, ainsi que le rédacteur en chef de Leicester Daily Post, était proposé comme secrétaire. Le 9 mai 1921, Dr R F Rattray (1886-1967), était proposé comme directeur, âgé 35 ans. Rattray était un universitaire extraordinaire. Après avoir obtenu un diplôme d'anglais de première classe à Glasgow, il a étudié à  Manchester College, Oxford. Puis, il a étudié en Allemagne et a obtenu son Ph. D à Harvard. Après, il a travaillé comme pasteur unitarien. Rattray enseigne le latin et anglais. Il a recruté les autres, comme Mlle Measham (une enseignante de botanique), Mlle Sarson (une enseignante de géographie) et Mlls Chapuzet (une enseignante de français). Au total, 14 personnes ont commencé à l'université lorsqu'elles ont ouvert leurs portes en octobre 1921: le directeur, le secrétaire, trois enseignants et neuf étudiants (huit femmes et un homme). On s'attendait à deux types d'étudiants, environ 100 à 150 enseignants en formation, et des étudiants de premier cycle dans l'espoir de passer les examens externes de l'Université de Londres. Une association d'étudiants a été formé en 1923-24 avec Mlle Bonsor comme sa première présidente. En 1927, après que ce soit devenu University College, Leicester, les étudiants ont passé les examens pour les diplômes externes de l'Université de Londres. Deux ans plus tard, il a fusionné avec le Vaughan Working Men's College, qui a fourni l'éducation pour les adultes à Leicester depuis 1862 . En 1931, Dr Rattray a démissionné de ses fonctions de principal. Il a été remplacé en 1932 avec Frederick Attenborough, le père de David Attenborough et Richard Attenborough. En 1952, Charles Wilson, un scientifique politique, a succédé à Attenborough. En 1957, le Collège Universitaire a gagné sa charte royale, et il a eu depuis lors le statut d'université ayant le droit d'attribuer ses propres diplômes.
En 1963, l'Université de Leicester a gagné le tout premier épisode de University Challenge, un quiz britannique diffusé sur la BBC. La devise latine de l'université Ut Vitam Habeant - Pour qu'ils puissent avoir la vie, reflète les origines commémoratives de guerre de sa formation. On a cru que c'était la suggestion de Rattray.
Le licenciement annoncé de 16 universitaires, dont le célèbre théoricien de l'organisation Gibson Burrell, a attiré l'attention au début de 2021. Ces universitaires devraient être licenciés pour avoir publié dans la revue Critical Perspectives on Accounting (CPA), qui est proche d'une étude de gestion critique. Cela n'a pas été bien accueilli par la direction de l'université. En mars 2021, les co-éditeurs de la revue ont publié une lettre ouverte affirmant que cela "est totalement en contradiction avec les principes de base de la liberté académique et de la qualité de la science qui devraient régir la prise de décision dans les universités partout". Dans un sondage, 96% des employés de l'université ont appuyé un vote de défiance à l'égard de la direction de l'université en raison des licenciements annoncés.

## Campus

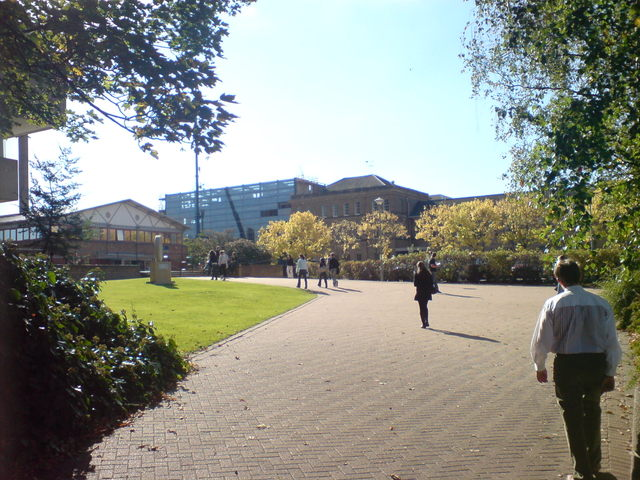
Le campus

La partie centrale du campus se situe au sud du centre ville. Il est adjacent au Victoria Park ainsi que Wyggeston and Queen Elisabeth I College.
Le bâtiment central se nomme le Fielding Johnson Building qui a été construit en 1837.

## Organisation
L'université est divisée en quatre départements :
- l'université des Arts, sciences humaines et de droit ;
- l'université de médecine, biologie et psychologie ;
- l'université de sciences et d'ingénierie ;
- l'université des sciences sociales.

## Enseignement

### Sciences
L'université compte des groupes de recherches dans les domaines de l'astrophysique, la biochimie et la génétique. Il y a notamment le plus grand centre de recherche spatiale d'Europe.
En ce qui concerne l'ingénierie, le département a des partenaires industriels de prestige comme Rolls-Royce, Jaguar, Siemens, Mercedes-Benz.

### Arts, sciences humaines et sciences sociales
Le département d'archéologie et d'histoire ancienne est composé de 21 archéologues (dont Sarah Tarlow) et 6 historiens. L'université est spécialisée dans la recherche sur les domaines du monde grec ancien, du monde romain ainsi que les périodes récentes. Ils ont notamment participé à l’exhumation, en 2012, le corps du roi Richard III.
Le département de droit est l'un des plus importants de l'université, et est associé avec des firmes importantes du domaine du droit.

### Innovation et technologie
L'Institute of Learning Innovation au sein de l'université est un groupe de recherche dirigé par Grainne Conole. Cet institut mène des recherches sur des projets financés par la Grande-Bretagne mais aussi par l'union européenne.

### École de médecine
L'université héberge également une grande faculté de médecine, la Leicester Medical School . Cette section était auparavant liée à celle de l'université de Warwick, mais elles se sont séparées en 2006 pour devenir indépendantes l'une de l'autre.

## Collections spéciales de la bibliothèque
Il y a une collection d'histoire locale de 2 000 livres qui a été donné par Thomas Hatton (1876–1943), un homme d'affaires. C'est le premier don majeur de livres à la bibliothèque de l'université de Leicester en 1920.
La bibliothèque possède également un certain nombre de livres inédits des auteurs connus :
- Joe Orton (1933-1967), ce dramaturge a laissé ses livres avec les manuscrits et la correspondance ;
- Laura Riding (1901-1991), la bibliothèque à sa correspondance du poète et critique ;
- Sue Townsend (1946-2014), il y a ses documents personnel. La collection contient les cahiers détaillés de ses œuvres littéraires.

## Vie étudiante
En 1957, est fondé le magazine The Ripple qui est un magazine étudiant.
LUSH Radio, une radio qui fonctionne uniquement grâce aux étudiants de l'université, est créée en 1996.

## Personnalités notables
- Alan Lloyd Hodgkin (1971–1984)
- Sir George Porter (1984–1995)
- Sir Michael Atiyah (1995–2005)
- Sir Peter Williams (2005–2010)
- Bruce Grocott, Baron Grocott (2013–)

### Anciens étudiants
- Richard Bonney, historien
- John Coffey, professeur d'histoire moderne
- Heather Couper, astronome et présentateur télé
- Christopher Dyer, historien médiéval
- Norbert Elias, sociologue allemand
- Anthony Giddens, sociologue éminent, enseigne la psychologie sociale à Leicester
- Reuben Goodstein, mathématicien, promoteur du théorème de Goodstein
- Wangui wa Goro, universitaire kényane,
- Jeffrey A. Hoffman, astronaute de la NASA et physicien
- Richard Hoggart, sociologue
- Alec Jeffreys, généticien, inventeur de l'empreinte génétique
- Philip Larkin, bibliothécaire et poète
- Massimiliano Neri (mannequin)
- Sarah Cruddas, journaliste scientifique
- Edem Tengue , Ministre Togolais de l'économie maritime
- Christian Levrat, Conseiller aux États suisse
- Njoki Susanna Ndung'u, juge de la Cour Suprême du Kenya
- Hillary Sao Kanu, policière sierra-léonaise

## Facultés
L'université comprend six facultés :
- Faculté de médecine et de biologie ;
- Faculté d'arts ;
- Faculté de droit ;
- Faculté de science ;
- Faculté de sciences sociales, étendue en 2004 pour inclure la faculté d'éducation ;
- Faculté d'ingénierie.